# Мансуров, Рамиль Мазахир оглы
Рамиль Мазахир оглы Мансуров (азерб. Mansurov Ramil Məzahir oğlu; род. 30 сентября 1993, Баку) — азербайджанский футболист. Выступает на позиции нападающего. Защищал цвета юношеских сборных Азербайджана до 17 и до 19 лет.

## Клубная карьера

### Чемпионат
Является воспитанником клуба «Интер» Баку, цвета которого защищал с 2010 по 2013 год. В декабре 2013 года, во время зимнего трансферного окна состоялся переход молодого футболиста в ФК «Сумгаит», с которым Рамиль заключил двухлетний контракт.

### Лига Европы УЕФА
4 июля 2013 года провёл в составе «Интера» первый матч первого квалификационного раунда Лиги Европы УЕФА против финского «Мариехамна». В игре, завершившейся в ничью 1:1, Рамиль заменил на 83 минуте грузинского легионера «банкиров» Бачану Цхададзе.

## Сборная Азербайджана

### до 17 лет
Дебютировал в составе юношеской сборной Азербайджана до 17 лет 26 октября 2009 года, в отборочном матче чемпионата Европы среди юношей до 17 лет, против сборной Сербии, завершившейся в ничью 0:0.

### до 19 лет
В составе сборной до 19 лет первая игра состоялась 6 октября 2011 года, в шведском Фалькенберге, против сборной Швеции, в которой подопечные Вели Касумова одержали победу со счётом 1:0

## Достижения
«Интер» Баку
- Чемпион Азербайджана: 2010
- Обладатель Кубка чемпионов Содружества: 2011
- Бронзовый призёр чемпионата Азербайджана: 2013